# Melanocoris longirostris
Melanocoris longirostris är en insektsart som beskrevs av Kelton 1977. Melanocoris longirostris ingår i släktet Melanocoris och familjen näbbskinnbaggar. Inga underarter finns listade i Catalogue of Life.